# ایسلاتراویر
ایسلاتراویر (انگلیسی: Islatravir) یک داروی پژوهشی برای درمان عفونت HIV است. این دارو به عنوان یک مهارکننده جابجایی ترانس کریپتاز معکوس نوکلئوزیدی (NRTTI) طبقه‌بندی می‌شود.